# 프레스콜리타

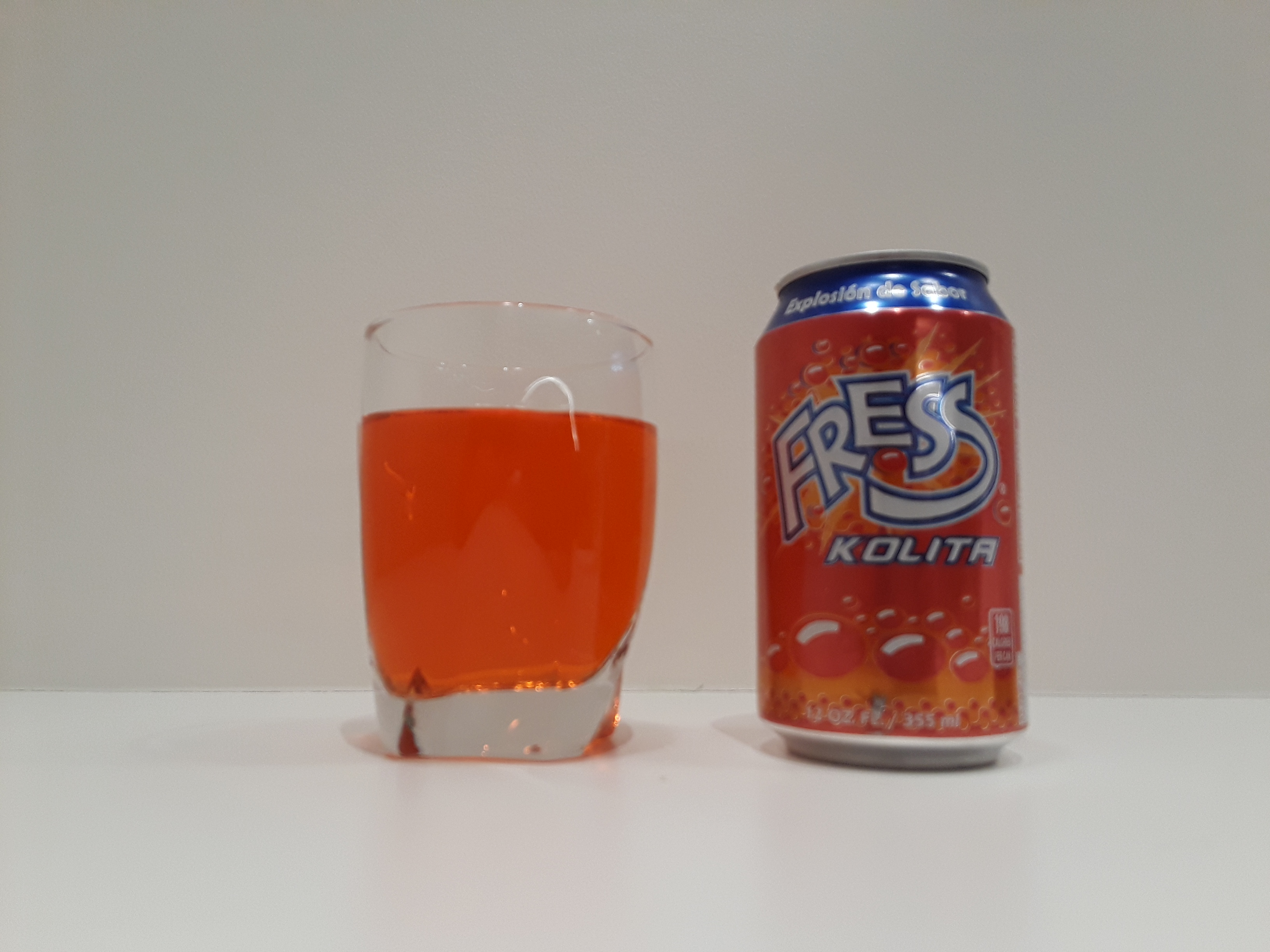
프레스콜리타 캔과 유리잔

프레스콜리타는 베네수엘라의 콜라이다. 미국 에서 판매 하는 레드 크림 소다 와 매우 비슷하며 껌 과 비슷한 맛이 난다. 프레스콜리타는 베네수엘라 일부 지역에서 빵을 굽는 데에도 사용된다. 이 음료는 코카콜라 회사 에서 판매된다. 그 성분으로는 탄산수, 설탕, 벤조산나트륨, 구연산, 인공색소, 향료 등이 함유되어 있다. 베네수엘라 외에도 미국 과 유럽의 라틴 아메리카 식료품을 전문으로 하는 매장에서 구매할 수 있다.
코카콜라의 소비가 더 많은 반면, 프레스콜리타가 전국의 일반 청량음료 시장에서 더 큰 점유율을 차지하고 있는 것으로 보고되었다. 베네수엘라에서 코카콜라의 청량음료 판매량의 최대 45%는 히트, 프레스콜리타, 스프라이트 에서 나온다.

## 참고문헌
1. “Frescolita Kolita Venezuelan 2 liter Bottle”. 《www.amazon.com》. 2019년 6월 13일에 확인함.
2. Grupo Editorial PRODUCTO - online. August, 2002. Mamá yo quiero. Sed de burbujas 보관됨 2008-10-28 - 웨이백 머신
3. El Universal. Inician nueva campaña de mercadeo - Reposicionan la Frescolita. November, 1997.

1. ↑  “Frescolita Kolita Venezuelan 2 liter Bottle”. 《www.amazon.com》. 2019년 6월 13일에 확인함.
2. ↑  Grupo Editorial PRODUCTO - online. August, 2002. Mamá yo quiero. Sed de burbujas 보관됨 2008-10-28 - 웨이백 머신
3. ↑  El Universal. Inician nueva campaña de mercadeo - Reposicionan la Frescolita. November, 1997.